# Грб Ужица
Грб града Ужица усвојен је 15. августа 2000. године и један је од примера ранији грбова општина рађених по нормативима новије српске хералдике.

## Историја грба
Године 1998. формирана је комисија за грб Ужица који би заменио дотадашњи амблем из 1991. године. Ту су договорени елементи будућег грба и предлог је дат Хералдичком друштву, како би се направиле скице. После скоро две године, 2000. године, ово друштво је послало пет предлога. Два предлога за будући грб града са малим изменама усвојена су.
Варијанта А изгледала је овако: велики грб се састоји од бедемске круне са три видљива мерлиона крунског штита на коме је поље подељено на плаву и златну боју. У глави штита су два сребрна златом оружана орла, а изнад плавог дела се наставља, односно издиже цитадела. Чувари грба су два природна сокола подигнутих крила, златних кљунова и ногу, црвених канџи, који око врата имају златни корнит са кога у златном ланчићу виси штит, и то на десном соколу штит са крстом и четири оцила, а на левом штиту са постојећим амблемом Ужица из 1991. Године. Између соколова и главног штита пободена су црвена, златом окована копља са којих се у поље вију златним ресама опшивени стегови, и то са десне стег Србије, а лево стег Ужица. Постамент преставља природни планински пејсаж кроз коју протиче река Ђетиња. У дну је бела трака исписана црним словима „Ужице“.
Орлови су изведени из грба Војиновића-Алтомановића. Представа цитаделе дата је на основу цртежа из бечког ратног архива са стилизованим приказом Ђетиње у дну.
Варијанта Б имала је исти изглед са тим што је уместо цитаделе стајала кула са отвореном капијом. На средини штита стајала су три орла.
Извршни одбор је донео закључак да се варијанта А са малим изменама стави на дневни ред на наредној седници Скупштине општине на којој је и усвојена као грб општине Ужице. Тако је Ужице добило своје хералдичко знамење по свим правилима српске хералдичке праксе.